# Magstatt-le-Haut
Magstatt-le-Haut (deutsch Obermagstatt) ist eine französische Gemeinde mit 307 Einwohnern (Stand 1. Januar 2022) im Département Haut-Rhin in der Region Grand Est (bis 2015 Elsass). Sie gehört zum Kanton Brunstatt-Didenheim und zum Gemeindeverband Saint-Louis Agglomération.

## Geschichte
Magstatt-le-Haut wurde 1090 als Superius Mahstat erstmals erwähnt. Als habsburgischer Ort gehörte Magstatt bis zum Westfälischen Frieden 1648 zu Vorderösterreich, anfänglich zur Herrschaft  Altkirch, dann zur Herrschaft Landser und bildete mit Geispitzen, Kötzingen, Rantsweiler und Waltenheim eine Großgemeinde. Die Dorfkirche wurde bis 1820 dem Nachbardorf Magstatt-le-Bas zugeordnet.

### Bevölkerungsentwicklung

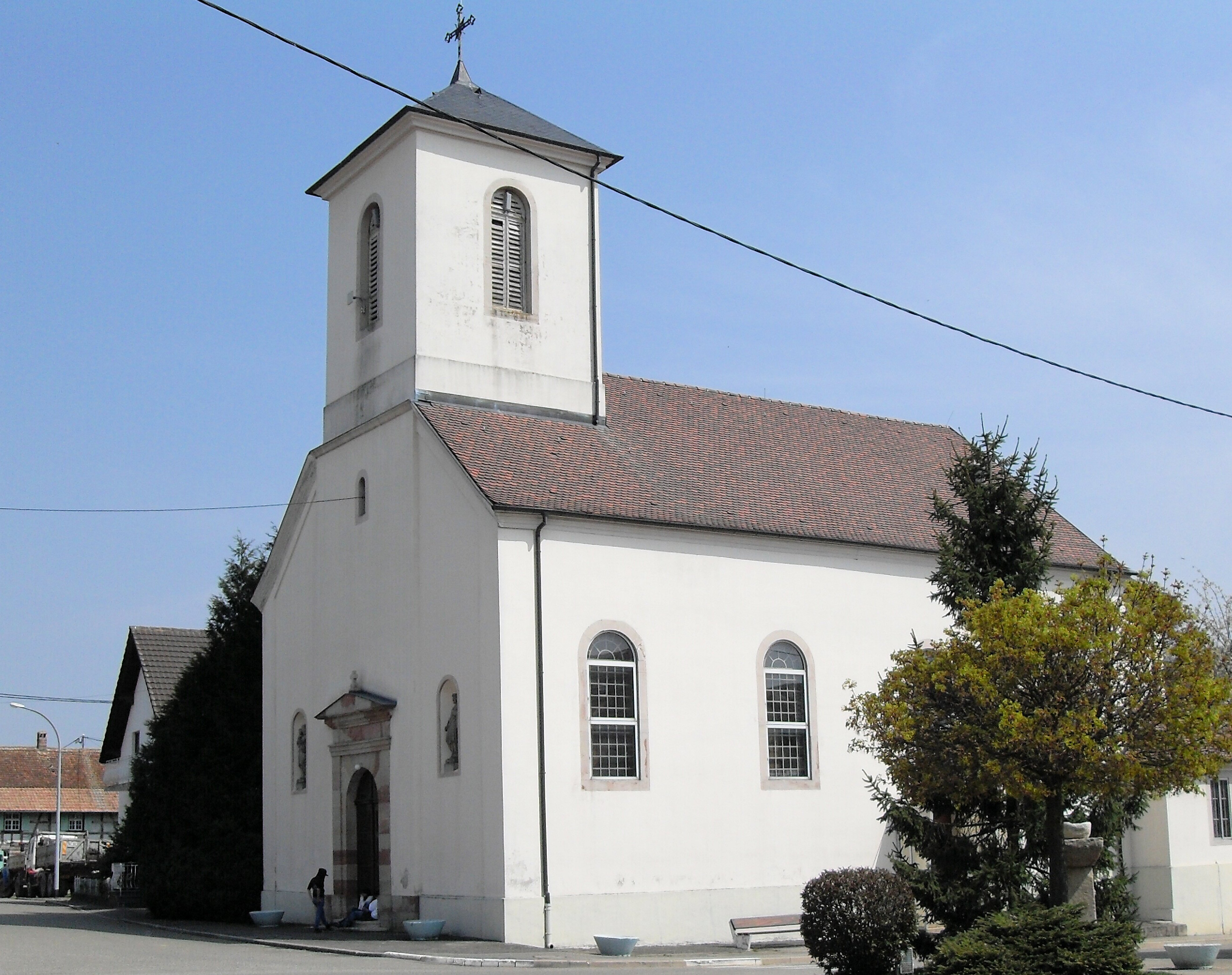
Kirche St. Laurentius

| Jahr      | 1962 | 1968 | 1975 | 1982 | 1990 | 1999 | 2007 | 2017 |
| Einwohner | 222  | 233  | 216  | 217  | 210  | 227  | 286  | 283  |

## Bauwerke
Die Sankt-Lorenz-Kirche wurde 1843 gebaut, sie ist eine der schlichten Dorfkirchen der Louis-Philippe-Zeit. Einfaches klassizistisches Portal.
Mairie-École: Schlichter Schulhausbau aus dem Zweiten Kaiserreich, erbaut 1869, die beiden Mittelachsen risalitartig hervorgehoben mit zwei Rundbogenportalen und einem schmucklosen Dreiecksgiebel.
Zahlreiche gut erhaltene typische Sundgauer Fachwerkbauten, meist giebelständig zur Straße mit Krüppelwalm und nur wenige mit Wetterdächlein, zum Teil mit traufseitiger Laube. Alle in Stockwerkbauweise. Ein Großteil aus dem 19. Jahrhundert. Die Alte Mühle von 1783.
Eine architektonische Besonderheit in einem Sundgaudorf ist das große steinerne Haus in der rue d’Alsace Nr. 11. Dieses Zehnthaus ist ein spätgotischer Bau aus der Zeit vor dem Dreißigjährigen Krieg, datiert 1588, der noch die typischen dreiteiligen Fenster mit Hohlkehlenprofilen und einen Eselsrückenbogen über dem Hauseingang besitzt.